# Asphondylia trabuti
Asphondylia trabuti är en tvåvingeart som beskrevs av Élie Marchal 1896. Asphondylia trabuti ingår i släktet Asphondylia och familjen gallmyggor. Inga underarter finns listade i Catalogue of Life.